# Ipeľský Sokolec
Ipeľský Sokolec, ungarisch Ipolyszakállos (bis 1948 slowakisch „Sakáloš“; ungarisch auch Szakállos) ist eine Gemeinde im Westen der Slowakei mit 817 Einwohnern (Stand 31. Dezember 2024), die zum Okres Levice, einem Teil des Nitriansky kraj, gehört.

## Geographie

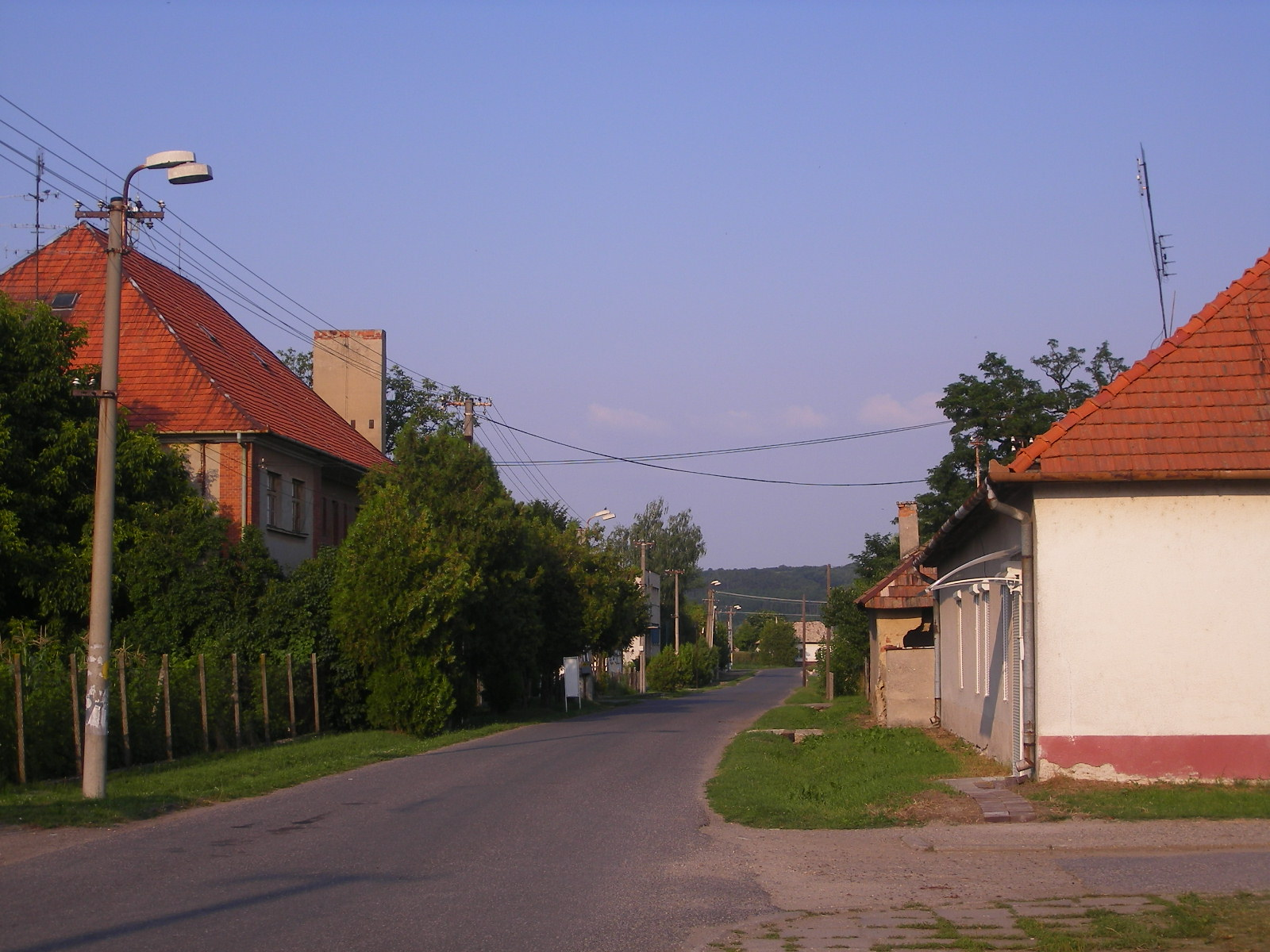
Ortsbild

Die Gemeinde befindet sich im Ostteil des slowakischen Donautieflands am rechten Ufer des Ipeľ, der hier die Staatsgrenze zu Ungarn bildet. Am unteren Ortsende nimmt der Fluss den kleinen Bach Jelšovka auf. Das Ortszentrum liegt auf einer Höhe von 116 m n.m. und ist 19 Kilometer von Želiezovce, 20 Kilometer von Šahy sowie 33 Kilometer von Levice entfernt.
Nachbargemeinden sind Lontov und Kubáňovo im Norden, Tésa im Nordosten, Perőcsény im Osten, Vámosmikola im Süden, Bielovce im Südwesten und Šalov im Westen.

## Geschichte

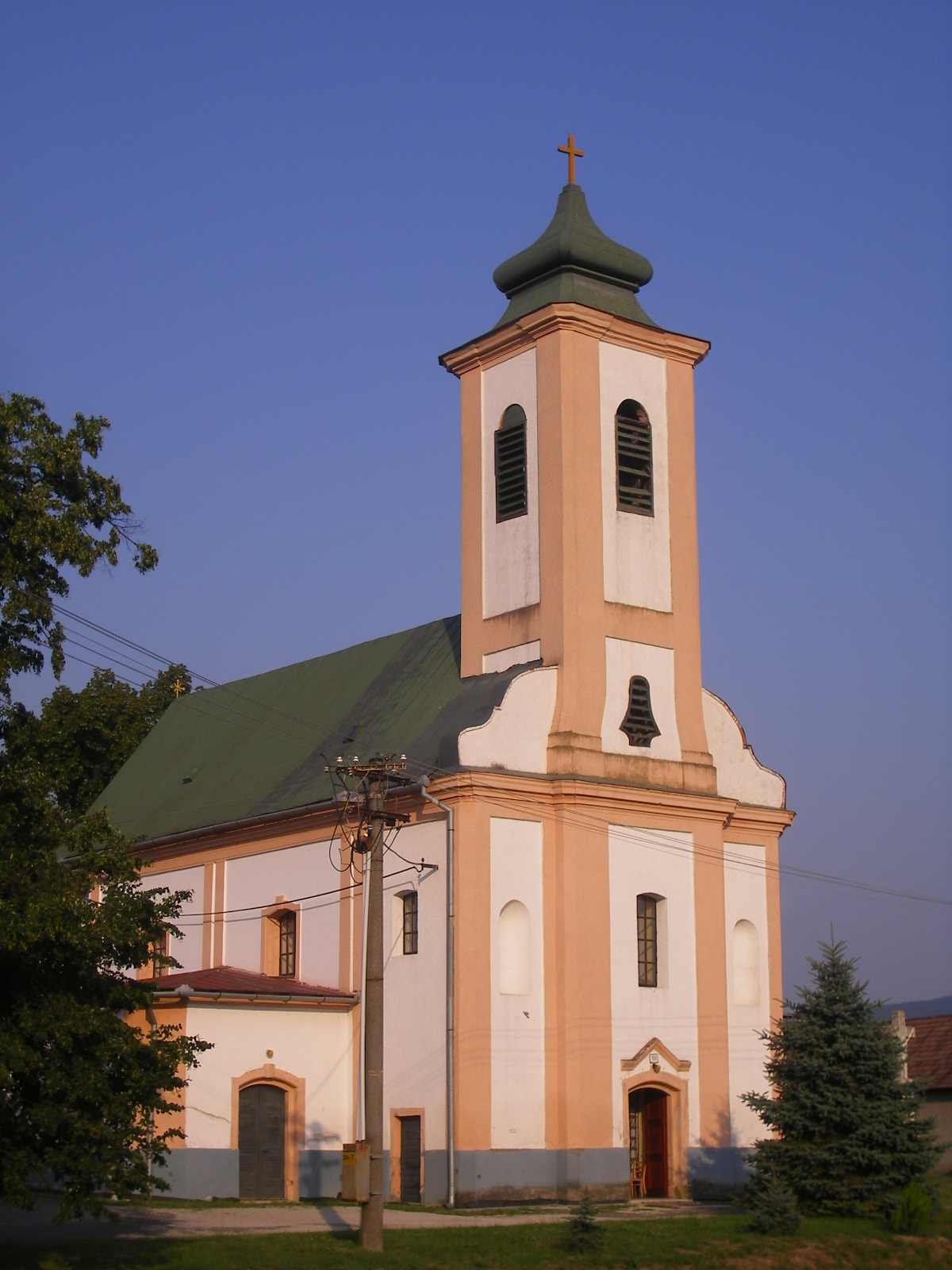
Römisch-katholische Kirche

Der Ort wurde zum ersten Mal 1386 als Sakalos schriftlich erwähnt und leitet seinen Namen von den damals hier ansässigen königlichen Falknern ab. Ein Jahr später schenkte Sigismund von Luxemburg den Besitz an László Sárói, 1437 wurde die Ortschaft verpfändet. Im 16. Jahrhundert lag das Dorf im Herrschaftsgebiet der Burg Lewenz, im 18. Jahrhundert gehörte es zum Besitz der Geschlechter Esterházy und Huszár. Damals entstand ein auf Schaf-, Vieh- und Pferdezucht spezialisiertes Großgut. 1828 zählte man 115 Häuser und 695 Einwohner, die als Landwirte und Winzer beschäftigt waren.
Bis 1919 gehörte der im Komitat Hont liegende Ort zum Königreich Ungarn und kam danach zur Tschechoslowakei beziehungsweise heute Slowakei. Von 1938 bis 1945 war er auf Grund des Ersten Wiener Schiedsspruchs noch einmal Teil Ungarns.

## Bevölkerung
| Jahr                | 1994 | 2004    | 2014    | 2024    |
| ------------------- | ---- | ------- | ------- | ------- |
| Anzahl der Personen | 916  | 864     | 852     | 817     |
| Unterschied         |      | −5,67 % | −1,38 % | −4,10 % |

| Jahr                | 2023 | 2024    |
| ------------------- | ---- | ------- |
| Anzahl der Personen | 816  | 817     |
| Unterschied         |      | +0,12 % |

Nach der Volkszählung 2011 wohnten in Ipeľský Sokolec 861 Einwohner, davon 580 Magyaren, 232 Slowaken,  24 Roma und vier Tschechen. 21 Einwohner machten keine Angabe zur Ethnie.
709 Einwohner bekannten sich zur römisch-katholischen Kirche, 34 Einwohner zur reformierten Kirche, 21 Einwohner zur Evangelischen Kirche A. B. und fünf Einwohner zur evangelisch-methodistischen Kirche. 38 Einwohner waren konfessionslos und bei 54 Einwohnern wurde die Konfession nicht ermittelt.

## Bauwerke und Denkmäler
- römisch-katholische Kirche im Barockstil aus dem 17. Jahrhundert, 1909 erweitert
- reformierte Kirche im klassizistischen Stil aus dem Jahr 1827
- Landschloss im klassizistischen Stil aus dem Anfang des 19. Jahrhunderts